# Aktienkultur
Als Aktienkultur wird das Ausmaß der Nutzung von Aktien als Finanzierungs- und Geldanlageobjekt und der Akzeptanz des Börsenhandels in der Bevölkerung bezeichnet. Merkmale einer ausgeprägten Aktienkultur können zum Beispiel regelmäßige Börsengänge, eine hohe Aktionärsquote, und ein breites Angebot an Finanzpublikationen sein, ebenso wie die Erfahrung einer größeren Anlegermasse mit verschiedenen Marktsituationen wie Hausse und Baisse.

## Situation in Deutschland
Bereits in den späten 1820er und in den 1830er Jahren hatten Erfahrungen von Anlegern der Rheinisch-Westindischen Kompagnie und des Deutsch-Amerikanischen Bergwerksvereins das Vertrauen in Aktiengesellschaften gedämpft.
Die Aktienkultur in Deutschland wurde in zeitgenössischen Medien wiederholt als unterentwickelt eingestuft. Als Ursache dafür wurden unter anderem die negativen Erfahrungen mit der ehemals als „Volksaktie“ gefeierten Telekom-Aktie und mit einer Reihe dubioser Börsengänge in der Zeit von ca. 2007 bis 2012 genannt.

„Die Deutschen empfinden die Börse stets als etwas Anrüchiges. Der Aktienmarkt ist für sie der Ort, an dem sich Menschen tummeln, die unverdient zu Geld kommen wollen.“

Der Bundesverband der Börsenvereine an deutschen Hochschulen verfolgt als studentischer und gemeinnütziger Verein das Ziel, die Aktienkultur in Deutschland zu fördern.

## Kritik
Die Verbreitung der Aktie als Anlageform während der 1990er Jahre ging einher mit der Verbreitung des umstrittenen Shareholder-Value-Prinzips. Damit ist auch die Aktienkultur ein Objekt der Kritik an der Ausrichtung von Unternehmensstrategien nach Aktionärsinteressen.